# باشگاه فوتبال السماوه
باشگاه فوتبال السماوه (به عربی: نادی السماوة) یک باشگاه فوتبال عراقی در شهر کرکوک می‌باشد.

## تاریخچه
باشگاه فوتبال السماوه در سال ۱۹۶۳ توسط شامخی جبر آتاب تاسیس شد ، اولین رئیس این باشگاه حاتم رشید دیبس بود. در سال ۱۹۷۴ این تیم در لیگ برتر عراق بازی کرد و در پایان ، آنها مقام ششم را کسب کردند. در پایان فصل بعد ۱۹۷۵/۷۶ آنها در انتهای جدول قرار گرفته و به لیگ دسته اول عراق سقوط کردند.
بیست و سه سال بعد ، این باشگاه مجددا در فصل ۱۹۹۹/۲۰۰۰ به سطح اول غوتبال عراق بازگشت و به مدت هفت فصل در لیگ برتر فوتبال عراق حضور داشت تا اینکه در فصل ۲۰۰۵/۰۶ باری دیگر به لیگ یک سقوط کرد.
این باشگاه پس از یک سال و از فصل ۲۰۰۷/۰۸ به لیگ برتر برگشت و بعد از سه فصل در سال ۲۰۱۰ به یک بار دیگر به دسته یک سقوط کرد ، اما در فصل ۲۰۱۴/۱۵ با قهرمانی در لیگ دسته یک السماوه راهی لیگ برتر عراق شد و هم اکنون در لیگ برتر فوتبال عراق حضور دارد.

## افتخارات
- قهرمان لیگ دسته اول عراق : ۲۰۱۴/۱۵